# Mimonthophagus apicehirtus
Mimonthophagus apicehirtus är en skalbaggsart som beskrevs av D'orbigny 1915. Mimonthophagus apicehirtus ingår i släktet Mimonthophagus och familjen bladhorningar. Inga underarter finns listade i Catalogue of Life.